# Loma Linda, delstaten Mexiko
Loma Linda är en ort i Mexiko, tillhörande kommunen Acambay de Ruíz Castañeda i den västra delen av delstaten Mexiko, i den centrala delen av landet. Orten hade 518 invånare vid folkräkningen 2010.